# Avril 2009 en sport
Pour un article plus général, voir 2009 en sport.

## Principaux rendez-vous
- 29 mars au 5 avril : Championnats d'Europe de gymnastique artistique 2009 à Milan
- 1er : Tours préliminaires de la coupe du monde de football 2010.
- 3 au 5 : Rallye du Portugal 2009
- 3 au 5, Basket-ball : EuroLigue féminine, finale à quatre.
- 4 et 6, Basket-ball : Championnat NCAA, Final four.
- 10 au 13, Rink hockey : 63e Coupe des nations de rink hockey.
- 11 au 19 : Masters de Monte-Carlo 2009
- 12 : début de la saison du Championnat du monde de vitesse moto 2009.
- 12 : Paris-Roubaix 2009
- 13 : finale du Championnat de Suisse de hockey sur glace 2008-2009
- 15 au 19 : finale de la Coupe du monde de saut d'obstacles 2009.
- 17 au 19 : Rallye 1000 Miglia, première épreuve du championnat d'Europe des rallyes 2009.
- 19 : Grand Prix automobile de Chine 2009
- 24 : dernière journée de la Coupe du monde de ski de vitesse 2009
- 24 au 26 : Rallye d'Argentine 2009
- 24 au 10 mai : Championnat du monde de hockey sur glace 2009 à Berne et Kloten en Suisse.
- 26 : Grand Prix moto du Japon 2009.
- 26 : Grand Prix automobile de Bahreïn 2009
- 26 : WWE Backlash 2009 au Dunkin' Donuts Center, Providence dans le Rhode Island.
- 28 au 3 mai : Tour de Romandie 2009

## Chronologie

### Samedi4 avril2009
- Hockey sur glace : début du Championnat du monde de hockey sur glace féminin 2009 à Hämeenlinna, en Finlande. Il s'agit de la douzième édition organisée par la Fédération internationale de hockey sur glace.
- Water-polo : au terme de la dernière journée de la première Ligue adriatique de water-polo, le vainqueur est le club croate VK Jug de Dubrovnik.

### Dimanche 5 avril
- Hockey sur glace : l'EC Klagenfurt AC remporte son 29e titre national contre l'EC Red Bull Salzbourg[1].

### Mercredi 8 avril
- Hockey sur glace : en Suède, le Färjestads BK remporte les séries éliminatoires de l'Elitserien, en battant les champions en titre, HV 71, en cinq matchs. Le français Sacha Treille fait partie de l'effectif victorieux[2].

### Samedi 12 avril
- Hockey sur glace
  - les Américaines sont championnes du monde.
  - les Ak Bars Kazan remportent la Coupe Gagarine de la première finale des séries éliminatoires 2009 de la Ligue continentale de hockey face au Lokomotiv Iaroslavl 4 victoires à 3[3].

### Lundi 14 avril
- Hockey sur glace : HC Karlovy Vary remporte le titre de champion 2008-09 de République tchèque 4 matchs à 2[4]

### Mardi15 avril2009
- Hockey sur glace : début des séries éliminatoires 2009 de la Ligue nationale de hockey

### Mercredi22 avril2009
- Water-polo : au terme du match retour de la finale, le club hongrois Szeged VE remporte le trophée LEN masculin contre le Panionios GSS d'Athènes[5].

### Vendredi24 avril2009
- Hockey sur glace : début du 73e championnat du monde, qui se joue en Suisse dans les villes de Berne et de Kloten.
  -  Allemagne 0 - 5  Russie
  -  Biélorussie 1 - 6  Canada
  -  Suisse 1 - 0  France
  -  Slovaquie 4 - 3  Hongrie

### Samedi25 avril2009
- Hockey sur glace : championnat du monde de 2009 :
  -  États-Unis 4 - 2  Lettonie
  -  Norvège 0 - 5  Finlande
  -  Suède 7 - 1  Autriche
  -  Tchéquie 5 - 0  Danemark

### Dimanche26 avril2009
- Hockey sur glace : championnat du monde de 2009 :
  -  Suisse 3 - 2  Allemagne
  -  Slovaquie 1 - 2  Biélorussie
  -  Russie 7 - 2  France
  -  Canada 9 - 0  Hongrie

### Lundi27 avril2009
- Hockey sur glace : championnat du monde de 2009 :
  -  États-Unis 6 - 1  Autriche
  -  Tchéquie 5 - 2  Norvège
  -  Lettonie 3 - 2  Suède
  -  Finlande 5 - 1  Danemark

### Mardi28 avril2009
- Hockey sur glace : championnat du monde de 2009 :
  -  Russie 4 - 2  Suisse
  -  Hongrie 1 - 3  Biélorussie
  -  France 2 - 1  Allemagne
  -  Canada 7 - 3  Slovaquie